# Capilla de la Virgen de la Barquera
La capilla de la Virgen de la Barquera, también conocida como santuario de la Barquera, es un templo católico situado en la localidad cántabra de San Vicente de la Barquera

## Descripción

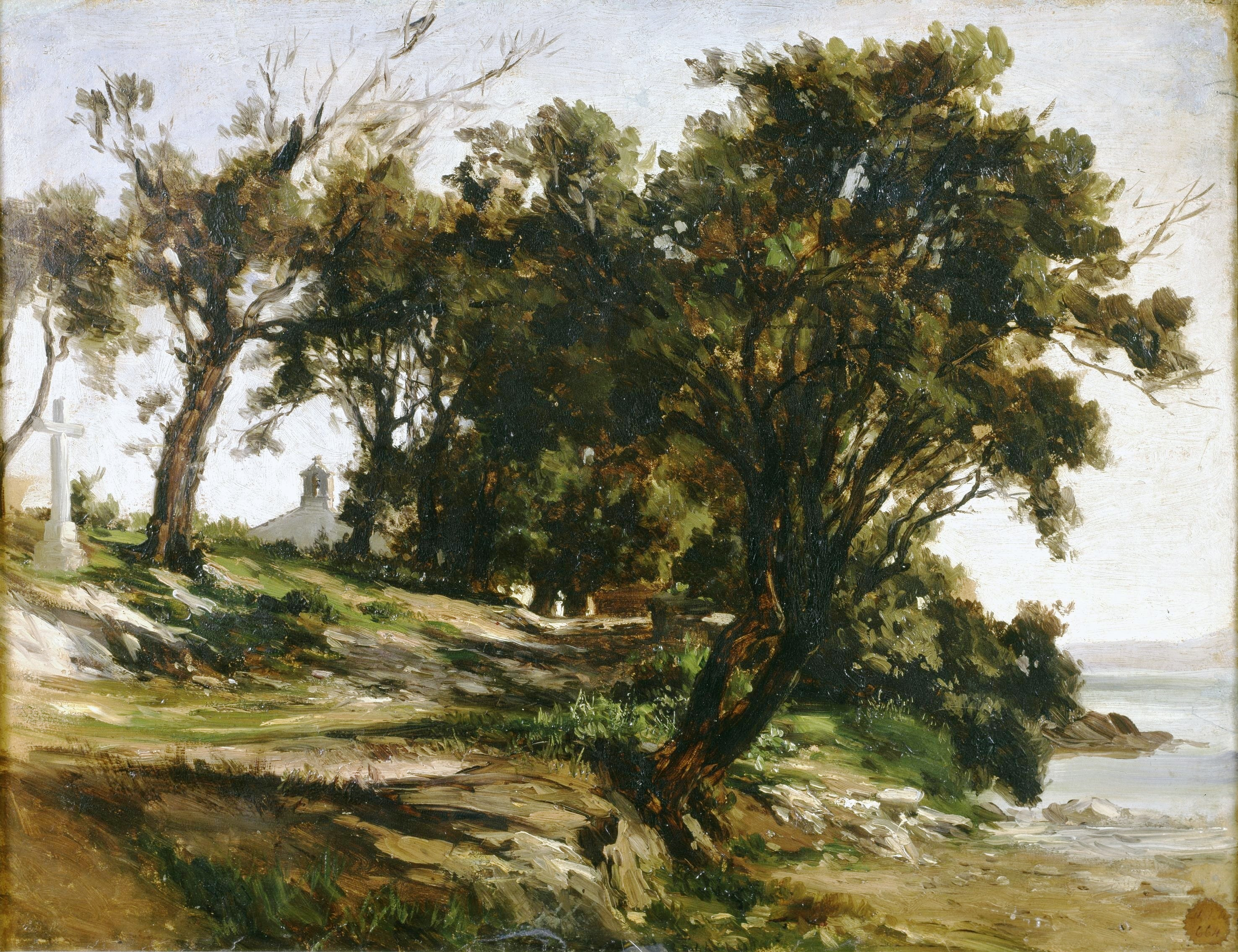
Ermita de San Vicente de la Barquera por Carlos de Haes (Museo del Prado).

Se ubica en el municipio cántabro de San Vicente de la Barquera, junto a las aguas del mar Cantábrico. Fue construida en la Edad Media, siendo las primeras referencias escritas conservadas del siglo XV.
En su interior se venera la imagen de la Virgen de la Barquera, patrona del municipio, la cual según la leyenda llegó a ese lugar en un lejano un martes de Pascua florido, a bordo de una pequeña embarcación, sin tripulación ni velas ni remeros la cual durante años hizo el milagro la dirección del viento futuro de los marineros. En recuerdo de estos sucesos se celebra la popular fiesta de La Folía, de interés turístico nacional.
El 9 de julio de 1982 se incoó expediente para la declaración del edificio como monumento histórico-artístico.